# Abdelhak Ait Laarif
Abdelkak Aitlaarif est un  footballeur marocain né le 10 février 1983 à Casablanca. Il évolue au poste de milieu de terrain.

## Carrière
Abdelhak Ait Laarif commence sa carrière au Wydad de Casablanca en 2000 puis signe au Club Sportif sfaxien pour une durée de 6 mois puis en Arabie saoudite à Al Ahly Djeddah pour la même durée. Toujours à l'étranger, Ait Laarif signe à Doha pour 2 ans puis aux Émirats à Ajman Club. Puis il revient dans son club le Wydad en 2009 après un passage à l'étranger avant de rejoindre le rival le Raja Club Athletic en 2011 pour un contrat de deux ans. 
- 2000-2005 : Wydad de Casablanca  Maroc
- 2005 (6 Mois) : CS sfaxien  Tunisie
- 2006 (6 Mois) : Al Ahly Djeddah  Arabie saoudite
- 2006-2008 : Al Gharrafa Doha  Qatar
- 2008-2009 : Ajman Club  Émirats arabes unis
- 2009-2011 : Wydad de Casablanca  Maroc
- 2011-2012 : Raja Club Athletic  Maroc
- 2012- : Wydad de Fès  Maroc

## Palmarès
- Championnat du Maroc
  - Champion : 2010
  - Vice-champion : 2000, 2002
- Coupe du Trône
  - Vainqueur : 2001
  - Finaliste : 2003, 2004
- Coupe d'Afrique des vainqueurs de coupe
  - Vainqueur : 2002
- Championnat du Qatar
  - Champion : 2008